# 片岡なぎさ
片岡 なぎさ（かたおか なぎさ、1974年11月30日 - ）は、日本のAV女優。2017年マドンナからAVデビュー。身長:157 cm。スリーサイズ:B92(G)・W63・H89cm。

## 出演作品

### アダルトビデオ

#### 2017年
- 夫の留守、自宅にセフレを招いてセックスに溺れる人妻 (2017年7月25日、マドンナ)
- 本当にあった！！完熟生保レディの中出し契約テクニック (2017年8月3日、センタービレッジ)
- バツ1熟女の汗ダク濃厚SEX (2017年8月25日、セレブの友)
- 夫同伴のネトラレAV出演3 なぎさ（2017年10月19日、婦人社）
- いいなり巨乳義母6 (2017年11月13日、セレブの友)
- 初アナル解禁作品 息子の友達に尻穴を犯●れた母 (2017年12月25日、セレブの友)

#### 2018年
- 顔面圧迫騎乗M男飼育部屋 (2018年1月13日、AVS collector’s)
- 息子の同級生に毎日輪●されています。 (2018年2月1日、マドンナ)
- わ・た・しフィットネスはじめました！ (2018年2月13日、AVS collector’s)
- 調教される母 (2018年7月27日、グローバルメディアエンターテインメント)
- 熟蜜のヒミツ なぎさ47歳（2018年9月21日、熟蜜のヒミツ）
- 母子交尾 【梅ヶ島路】 (2018年12月7日、ルビー)

#### 2019年
- 性欲奴● (2019年4月25日、GENEKI)
- 無茶苦茶にされたい奥様 (2019年8月7日、GENEKI)

#### 2020年
- 犯●れ逆転！！-若い男をナンパしたのに回された女- (2020年4月25日、GENEKI)
- 水中姦華イラマ-喉奥犯●れ華咲かせ- (2020年7月25日、GENEKI)

#### 2021年
- 凌●された熟女-奴●から落ちた女 (2021年5月25日、GENEKI)